# 南京交通职业技术学院
南京交通职业技术学院（Nanjing Communications Institute of Technology）是位于江苏省南京市的一所公办全日制普通高等学校，隶属于江苏省交通运输厅。学院是国家建设类技能型紧缺人才培养试点高校、江苏省高技能人才培养示范基地，是江苏交通运输职业教育集团理事长单位，是江苏省高等教育综合改革试验区建设试点院校。

## 历史
1953年4月，学院前身江苏省交通干部职工培训班创建，设置安品街、建邺路、九儿巷三个分部。
1955年3月，在办学地点不变的情况下，合并三个训练班，创办“江苏省交通干部职工学校”。
1956年1月，学校定名为“江苏省交通干部学校”，总部设在建邺路26号。
1964年，江苏省交通厅等联合发文，决定成立南京汽车职业学校。
1965年，江苏省交通厅整合江苏省南京汽车职业学校、江苏省南京航运职业学校，定名为“江苏省南京交通学校”，校址设在建邺路省委党校内。
1966年学校迁址南京市浦口沿江乡冯垟江苏省金陵汽车配件厂内，同年，位于镇江谏壁的江苏省汽车学校迁入。
1969年12月，学校停办。
1973年11月，经省革委会发文批准，学校复办，校址设在南京农业机械化学校内。
1996年，学院开始试办高职班。
2001年6月，学校成为江苏省政府批准的首批独立升格的高等职业技术学院。
2002年11月，省发展计划委员会同意学院在南京江宁大学城征地800亩进行新校区建设。
2005年10月，学院搬迁至江宁新校区。
2005年12月，学院接受教育部高职高专人才培养工作水平评估。
2011年4月，学院的第一个省级工程研发中心“江苏省道路交通节能减排工程技术研究开发中心”成立。
2012年7月，学院与南京林业大学于在南京签署了《南京交通职业技术学院—南京林业大学高职与普通本科分段培养项目合作协议》，决定“交通运输”和“物流管理”两个专业实施“3+2”分段培养，联合培养本科层次高端技能型人才。

## 院系设置
截至2019年4月，学院有六院一系和三部一院，开设本科专业7个，专科专业40个：
- 汽车工程学院
- 路桥与港航工程学院
- 运输管理学院
- 电子信息工程学院
- 轨道交通学院
- 建筑工程学院
- 人文艺术系
- 思想政治理论课教研部
- 基础教研部
- 体育教研部
- 继续教育学院